# 아시아프
아시아프(ASYAAF)는 청년작가 미술축제이다. 아시아 국적을 가진 대학생 및 35세 이하의 젊은 작가를 대상으로 한다. 2008년 첫 회를 개최하였다. 올해로 13회를 맞이한 아시아프는 총 약 37만 명의 관람객이 방문했다.

## 연혁
- 제1회 2008년 8월 6일 ~ 8월 17일, 문화역 서울284 (구 서울역사)
- 제2회 2009년 7월 29일 ~ 8월 23일, 전 국군기무사령부 건물
- 제3회 2010년 7월 28일 ~ 8월 23일, 성신여자대학 미술대학 건물
- 제4회 2011년 7월 27일 ~ 8월 22일, 홍익대학교 현대미술관(홍문관 1,2층)
- 제5회 2012년 8월 1일 ~ 8월 26일 , 문화역 서울284 (구 서울역사)
- 제6회 2013년 7월 23일 ~ 8월 18일, 문화역 서울284 (구 서울역사)
- 제7회 2014년 7월 29일 ~ 8월 24일, 문화역 서울284 (구 서울역사)
- 제8회 2015년 7월 7일 ~ 8월 2일, 문화역 서울284(구 서울역사)
- 제9회 2016년 7월 19일 ~ 8월 14일, 동대문디자인플라자_ DDP
- 제10회 2017년 7월 25일 ~ 8월 20일, 동대문디자인플라자_ DDP
- 제11회 2018년 7월 24일 ~ 8월 19일, 동대문디자인플라자_DDP
- 제12회 2019년 7월 23일 ~ 8월 18일, 동대문디자인플라자_ DDP